# Aleksandr Aleksandrovitch Morozov
Ne doit pas être confondu avec Alexandre Morozov.
Aleksandr Aleksandrovitch Morozov (en russe : Александр Александрович Морозов), né le 16 octobre 1904 à Briansk et mort le 14 juin 1979, est un ingénieur soviétique.
Il est connu comme membre du bureau de conception de Morozov (KMDB) qui portera son nom.

## Biographie
Aleksandr Aleksandrovitch Morozov est né le 16 octobre 1904 à Briansk. À quatorze ans, il quitte l’école pour travailler à l’usine de construction de locomotives KhPZ de Kharkiv en tant qu’apprenti dessinateur. À la demande de ses supérieurs, il est ensuite envoyé en formation à l’école technique de Kharkiv de 1929 à 1931. Il retourne ensuite à KhPZ où il travaille au développement de la transmission des chars BT, avant de devenir en 1936 responsable du département trains de roulement.
Bien que Morozov n’était pas membre du parti communiste, qu’il ne rejoignit qu’en 1943, il échappa aux purges de 1937. Il fit cette même année la connaissance de Mikhaïl Kochkine, qui fut nommé ingénieur en chef de l’usine et avec qui il entretint pendant toute sa carrière une collaboration teintée de ressentiment, Morozov ayant convoité le poste, qu’il obtint finalement après la mort prématurée de Kochkine en 1940.
À la suite de l'invasion de l'Union soviétique par les Allemands, Morozov et sa famille durent évacuer en octobre 1941 Kharkiv pour se rendre à Nijni Taguil, où l’usine fut délocalisée et fusionné avec l’usine locale de locomotives Uralvagonzavod, ou UVZ. Il obtint alors de devenir responsable de l’ensemble de la chaîne de production du T-34, afin de permettre une meilleure standardisation des pièces, qui étaient alors produites dans six usines différentes et posaient souvent des problèmes de compatibilité. Bien qu’il aurait voulu mettre au point de nouveaux modèles de chars, afin de dépasser les limitations du T-34, Morozov dut se contenter d’améliorer celui-ci jusqu’au derniers mois de la guerre, cette dernière utilisant toutes les ressources disponibles. Une fois libéré de ce problème, il pilota le développement du T-44, puis du T-54.
En mauvaise santé à la fin des années 1940, Morozov demanda à être renvoyé à Kharkiv, justifiant sa demande par le fait qu’il pourrait superviser l’usine de chars no 75 installée là-bas et dont la production était de qualité insuffisante. Ayant obtenu ce qu’il désirait, Morozov, après avoir remis de l’ordre dans l’usine, abandonna peu à peu à partir de 1953 le T-54 à ses subordonnés pour se concentrer sur la conception d’un nouveau char qui, cette fois, ne devrait rien aux concepts antérieurs de Kochkine : le T-64. Ce faisant il entra en opposition avec le nouvel ingénieur en chef de l'usine de Nijni Taguil, Leonid Kartsev (en), concepteur du T-55, qu'il définissait lui-même comme une rationalisation du T-54, et du T-72, concurrent à succès du T-64.
Confronté à une opposition croissante sur son projet et sa santé se dégradant, Morozov fut mis à la retraite en 1976 et mourut à Kharkiv le 14 juin 1979.